# Ы̆
La Yery con breve (Ы̆ ы̆; cursiva: Ы̆ ы̆) es una letra del alfabeto cirílico. Se basa en la letra Yery (Ы ы; cursiva: Ы ы), a la cual se le agrega un breve.
Se usó en el antiguo idioma mari de 1923 a 1938.
| Carácter      | Ы                             | Ы                             | ы                             | ы                             | ̆        | ̆        |
| ------------- | ----------------------------- | ----------------------------- | ----------------------------- | ----------------------------- | ------- | ------- |
| Unicode       | LETRA MAYÚSCULA CIRÍLICA YERY | LETRA MAYÚSCULA CIRÍLICA YERY | LETRA MINÚSCULA CIRÍLICA YERY | LETRA MINÚSCULA CIRÍLICA YERY | BREVE   | BREVE   |
| Codificación  | decimal                       | hex                           | decimal                       | hex                           | decimal | hex     |
| Unicode       | 1067                          | U+042B                        | 1099                          | U+044B                        | 774     | U+0306  |
| UTF-8         | 208 171                       | D0 AB                         | 209 139                       | D1 8B                         | 204 134 | CC 86   |
| Ref. numérica | &#1067;                       | &#x42B;                       | &#1099;                       | &#x44B;                       | &#774;  | &#x306; |